# Gymnopentzia bifurcata
Gymnopentzia es un género monotípico perteneciente a la familia de las asteráceas. Su única especie: Gymnopentzia bifurcata, es originaria de Sudáfrica.

## Descripción
Es un arbusto perennifolio que alcanza un tamaño de 0.5 - 1.2 m de altura a una altitud de 1525 - 3050 metros en Sudáfrica.

## Taxonomía
Gymnopentzia bifurcata fue descrita por  George Bentham y publicado en Genera Plantarum 2(1, Add.): 537. 1873
Sinonimia
- Athanasia turbinata Burtt Davy
- Gymnopentzia pilifera N.E.Br.[4]